# حماض بفرط كلوريد الدم
الحُماض بفرط كلوريد الدم (بالإنجليزية: Hyperchloremic Acidosis)‏ هو صورة من الحماض الأيضي طبيعي الفجوة الأنيونية، يكون مصحوباً بنقص تركيز البيكربونات وزيادة تركيز الكلوريد في البلازما. بالرغم من أن فجوة البلازما الأنيونية تكون طبيعية في هذه الحالة، إلا أنه عادة ما تكون مصحوبة بزيادة فجوة البول الأنيونية، ويرجع ذلك لعدم قدرة الكلية لإفراز الأمونيا.

## الأسباب
بشكل عام، فإن سبب حدوث الحماض بفرط كلوريد الدم هو فقد القواعد، إما عن طريق الجهاز الهضمي أو الكلوي:
- فقد البيكربونات (HCO3−) عن طريق القناة الهضمية:
  - الإسهال الشديد.
  - الناسور البنكرياسي مع فقد الإفرازات البنكرياسية الغنية بالبيكربونات.
  - الفقد في القناة الأنفية-الصائمية في حالات الانسداد المعوي مع فقد الإفرازات القلوية للأمعاء الدقيقة القريبة.
  - التعاطي المزمن للملينات.
- أسباب كلوية:
  - الحماض النبيبي الكلوي القريب مع فشل امتصاص البيكربونات.
  - الحماض النبيبي الكلوي البعيد مع فشل إفراز أيون الهيدروجين (H+).
  - الاستخدام طويل الأمد لمثبطات الأنهيدراز الكربوني مثل أسيتازولاميد.
- أسباب أخرى:
  - تعاطي مواد محَمِّضة مثل كلوريد الأمونيوم وحمض الهيدروكلوريك.
  - خلال مراحل العلاج والتعافي من الحماض الكيتوني السكري.
  - معالجة التجفاف بالمحلول الملحي العادي بأكثر من 3-4 لتر يمد بحمولة كبيرة من الكلوريد وقد يسبب حماضاً.
  - التغذية المفرطة (في حالات التغذية بالحقن).

## روابط خارجية
- قاعدة بيانات الأمراض (DDB): 11673